# Enrico Pedrotti
Enrico Pedrotti (Trento, 1º marzo 1905 – Bolzano, 1965) è stato un fotografo italiano.

## Biografia
Figlio di Mansueto, falegname, e di Rosa Daprà. Dopo la nascita dei suoi tre fratelli, Mario (1906-1995), Silvio (1909-1999) e Aldo (1914-1999), nel 1914 il padre fu colpito da una paresi che lo rese invalido per il resto della vita. Dopo la prima guerra mondiale, la situazione economica della famiglia Pedrotti si fece davvero difficile, nonostante gli aiuti dei nonni. Enrico fu avviato, come lavorante, nel laboratorio di fotografia di Giuseppe Brunner nel 1924, mentre il fratello Silvio apprenderà la lezione presso lo studio fotografico di Sergio Perdomi.
Di pari passo all'attività fotografica, iniziò anche il suo legame con la montagna che proseguirà per tutta la vita. Sappiamo che il primo studio di fotografia lo aprirà nel 1929, assieme ai suoi fratelli, e sempre con loro darà vita nel 1935 alla "Enrico Pedrotti Film", con la quale realizzerà nel 1953 il film documentario Monologo sul sesto grado, un film sulle Dolomiti che si aggiudicherà un premio al Trento Film Festival.

Sul piano strettamente fotografico la prima segnalazione di adesione di rilievo è del 1934 con la partecipazione delle sue immagini di tipo futurista sulla rivista internazionale Galleria, seguita da Luci ed Ombre, Annuario della fotografia artistica italiana, ed infine con la nuova esposizione promossa ed edita dalla rivista Domus nel 1943. Degno di nota è anche il successo fotografico dello studio, avvenuto nel 1935, quando vinse il primo, il quarto ed il settimo premio al concorso internazionale della Zeiss-Ikon di Dresda.
Nel 1937 si trasferì con la moglie Maria a Bolzano, dove aprì uno studio fotografico. In seguito alla caduta del regime fascista entrò nella Resistenza nel Cln di Bolzano, assieme al fratello Aldo, partecipando attivamente con il nome di "Marco" e tenendo i collegamenti tra il movimento trentino e gli alleati. Venne arrestato il 15 dicembre 1944, detenuto fino alla liberazione. Nel dopoguerra riprese l'attività fotografica. Scattò una decina di immagini del campo appena liberato che rappresentano una preziosa testimonianza. Le sue fotografie, specialmente i ritratti e i paesaggi, raggiunsero fama internazionale.
Una prima mostra nel 2017 al Fotoforum di Bolzano ha tentato di dare un significato, partendo dall’intero percorso di Pedrotti, ai legami, ai tentativi, agli errori, alle ispirazioni e alle circostanze che lo hanno portato a creare immagini vicine – per tecnica e stile – alle sperimentazioni fotografiche italiane del futurismo da Wanda Wulz a Giulio Parisio, da Mario Castagneri a Tato, ma influenzate anche dalla cultura tedesca. Senza dubbio entrarono in scena anche le tendenze della Nuova oggettività e della Neues Sehen, quali aspirazioni ad una fotografia specifica, fatta di immagini nitide, attenzione per il dettaglio ma al tempo stesso l'esplorazione di ogni possibilità creativa, come del resto recita lo stesso Manifesto della Fotografia Futurista.
Nel 2022 è stata dedicata un'ampia retrospettiva all'artista a Laives, dal titolo Presenze, comprendente fotografie, fotomontaggi, fotocollage e film con lo scopo di indagarne l’aspetto più sperimentale e d’avanguardia. Le opere esposte sono state concesse dall'archivio privato di Luca Pedrotti e dalla Cineteca del Club Alpino Italiano. Il manifesto della retrospettiva mostra un fotomontaggio di un salto triplo con gli sci.

## Archivio Fratelli Pedrotti
Presso la Regione Autonoma Trentino-Alto Adige è andato costituendosi un archivio fotografico legato al territorio e alla montagna, di cui quello denominato "Archivio Fratelli Pedrotti" costituisce uno dei più cospicui con 115 000 negativi in vari formati, sette album di campionario e le stampe originali. Il fondo Pedrotti è stato acquisito nel 1988.

## SoSat
A Trento il 25 maggio 1926 nacque ufficialmente, grazie ai fratelli Pedrotti e ad alcuni loro amici, con la denominazione di "Coro della SOSAT", un coro per soli uomini, che conservò fino al 1932. La definizione sta per "Società Operaia della Società Alpinisti Tridentini" (SOSAT). Successivamente assunse il più semplice nome di SAT. Il coro si diffuse, crebbe e nel 1936 si esibì a Brescia, in occasione dell'inaugurazione di una statua a Cesare Battisti, alla presenza di Arturo Benedetti Michelangeli.
Dopo la seconda guerra mondiale, l'attività del coro è ripresa a pieno ritmo. I fratelli Pedrotti sono scomparsi, sostituiti da figli e nipoti e sono arrivati nuovi componenti, avendo all'attivo decine di dischi e concerti.